# 彭邦畯
彭邦畯，南昌人，清朝政治人物。进士出身。
彭邦畯曾于道光十年（1830年）接替徐正青任延平府知府一职，道光十八年（1838年）由沈汝瀚接任。